# Ratpenat d'ales estretes
El ratpenat d'ales estretes (Pipistrellus stenopterus) és una espècie de ratpenat de la família dels vespertiliònids que es troba a Brunei, Indonèsia i Malàisia.